# Bamazomus aviculus
Espèce
Statut de conservation UICN

 VU D2 : Vulnérable
Bamazomus aviculus est une espèce de schizomides de la famille des Hubbardiidae.

## Distribution
Cette espèce est endémique des Seychelles. Elle se rencontre sur l'île de Frégate.

## Publication originale
- Harvey, 2001 : The Schizomida (Arachnida) of the Seychelle Islands. Invertebrate Taxonomy, vol. 15, no 5, p. 681-693.